# 아부기다

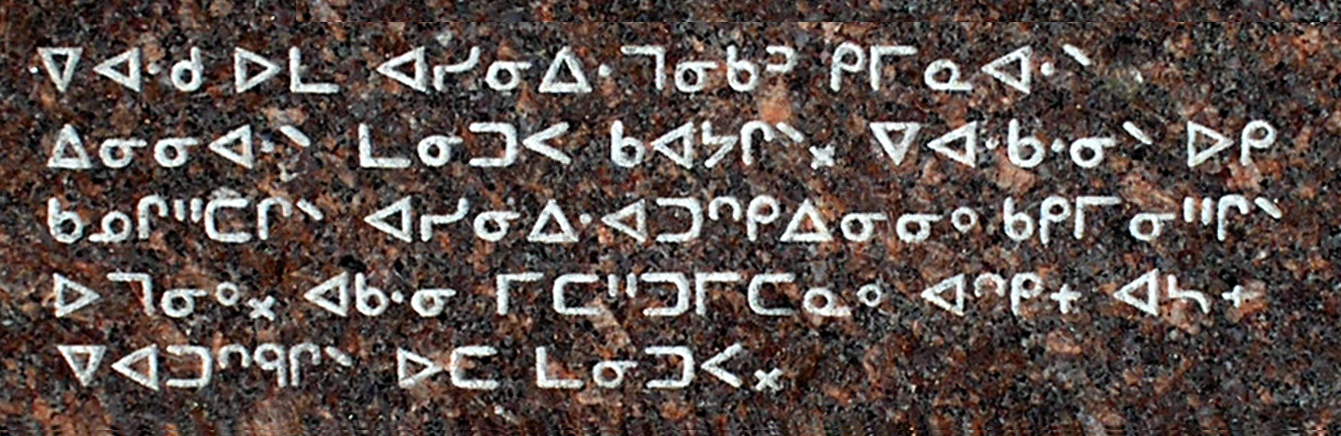
토착 캐나다어를 위해 기독교 전도자들이 개발한 아부기다, "캐나다 원주민 음절문자"를 사용한 스웸피 크리어의 비문

아부기다(abugida)는 음절 문자와 자모 문자의 특성을 모두 지닌 표기 체계이다. 아부기다 체계에서는 닿소리를 나타내는 기호는 모두 고유한 홀소리를 담고 있고 다른 홀소리를 나타내려면 그 기호에 홀소리를 나타내는 기호를 덧붙인다.
이를테면, 아부기다에는 'ㄱ'에 해당하는 기호가 없고 대신 '가'에 해당하는 기호가 있다. '가'에 해당하는 기호에 'ㅓ'에 해당하는 기호를 덧붙이면 '거'가 되고, 마찬가지로 '나'에 해당하는 기호에 'ㅓ'에 해당하는 기호를 덧붙이면 '너'가 되는 식이다. 홀소리 기호는 본디 기호의 옆이나 위, 아래에 쓰일 수 있고, 덧붙이지 않고 본디 기호를 돌린다든지, 여러 방법이 쓰일 수 있으며, 쓰이고 있다.
브라흐미 계열에 속하는 아부기다에는 '비라마'라고 불리는, 홀소리를 없애는 기호가 있다.
'아부기다'라는 말은 언어학자 피터 T. 대니얼스가 에티오피아 문자의 첫 네 글자를 따서 만든 말이다. 에티오피아의 문자는 아부기다이지만, 홀소리를 표기하는 것이 체계적이지는 않다. 보통 음절 문자로 여겨지는 크리 문자도 어떤 면에서는 아부기다라 할 수 있다. 가장 널리 쓰이는 아부기다로는 인도와 동남아시아에서 쓰이는 브라미 계열의 문자가 있다.
그 대부분이 좌횡서이다.

## 아부기다의 목록
- 메로이트 문자 (메로이트어에 쓰이며 인도 문자와는 관련이 없음)
- 그으즈 문자 (암하라어 등에 쓰임)
- 캐나다 원주민 음절표
  - 이누이트 문자 (이누이트어, 크리어, 오지브와어 등에 쓰임)
- 브라미 계열
  - 구르무키 문자 (펀자브어에 쓰임)
  - 구자라트 문자 (구자라트어에 쓰임)
  - 데바나가리 문자 (산스크리트어, 팔리어, 힌디어, 네팔어 등에 쓰임)
  - 라오 문자 (라오어에 쓰임)
  - 말라얄람 문자 (말라얄람어에 쓰임)
  - 버마 문자 (버마어에 쓰임)
  - 발리 문자 (발리어에 쓰임)
  - 바이바이인 문자 (과거 타갈로그어에 쓰였음)
  - 벵골 문자 (벵골어에 쓰임)
  - 싱할라 문자 (싱할라어에 쓰임)
  - 자와 문자 (자와어에 쓰임)
  - 칸나다 문자 (칸나다어에 쓰임)
  - 크메르 문자 (크메르어에 쓰임)
  - 타나 문자 (디베히어에 쓰임)
  - 타밀 문자 (타밀어에 쓰임)
  - 타이 문자 (태국어에 쓰임)
  - 텔루구 문자 (텔루구어에 쓰임)
  - 티베트 문자 (티베트어, 종카어 등에 쓰임)
  - 하누누 문자 (하누누어에 쓰임)
  - 타그반와 문자 (타그반와어에 쓰임)